# Trevesia sundaica
Trevesia sundaica là một loài thực vật có hoa trong Họ Cuồng. Loài này được Miq. miêu tả khoa học đầu tiên năm 1856.